# Victorio
Victorio (in Tchihende Bidu-ya, Beduiat; 1825 – 14 ottobre 1880) era un condottiero e capo nativo americano della tribù Apache Mimbreño (Tchihende), appartenente alla sottodivisione Warm Springs ma divenuto in età ancor giovane il capo principale dei Mimbreños, includendo la sottodivisione Copper Mine, direttamente guidata dal suo coetaneo Loco.

## Biografia

### La gioventù e l'ascesa
Secondo una vulgata in realtà poco attendibile (e frequente a proposito di capi che avessero dimostrato particolari doti di capacità e di carisma), Victorio sarebbe stato non un vero Apache ma un "acquisito" di origine messicana, rapito da bambino dal Rancho del Carmen e poi allevato tra gli Apache. Era di aspetto massiccio e prestante (tipico della sua gente), aveva zigomi larghi e una bocca stretta che tradiva una grande energia. Giunto all'età adulta e avendo dato prova delle sue doti, Mangas Coloradas, capo della sottodivisione Coppermine Mimbreño e capo principale dei Tchihende o Mimbreños, lo avrebbe scelto come genero, apprezzando il valore e l'intelligenza di quel giovane guerriero, già sottocapo agli ordini di Cuchillo Negro (capo della sottodivisione Warm Springs Mimbreño e stretto alleato e sodale dello stesso Mangas Coloradas dal tempo della comune gioventù - con un verosimile legame di sangue acquisito per matrimonio - fino alla morte in combattimento contro i reparti del col. Benjamin L.E. deBonneville nel Canyon de Los Muertos Carneros, il 25 maggio 1857), prevalendo poi sui più anziani Nana (già luogotenente e successore naturale di Cuchillo Negro, nonché capo guerriero di notevoli doti), e Delgadito (successore, per breve tempo, di Mangas Coloradas); fidato e apprezzato braccio destro di Mangas Coloradas, e suo consigliere, Victorio ne aveva acquisito l'astuzia tattica e strategica, e la capacità di contemperare l'impeto guerriero con la saggezza e il senso di responsabilità nei confronti del proprio popolo, caratteristiche per le quali finì per essere superiore anche al maestro e a qualsiasi proprio contemporaneo.
Già presente, in un ruolo di preminenza, fra i principali capi Apache in occasione della battaglia di Passo Apache nel luglio 1862, dopo la morte di Mangas Coloradas (assassinato a Fort McLane nel gennaio 1863 probabilmente per ordine del gen. Joseph R. West, dopo essere stato invitato a parlamentare col cap. E. Shirland ed essere stato arrestato a tradimento), Victorio scatenò, insieme a Cochise, Delgadito e Nana, una guerra furiosa contro i bianchi, diventando il capo supremo riconosciuto da tutti i Mimbreños (con il pur stimato Loco relegato, di fatto, a un ruolo di secondo capo) e un punto di riferimento anche per molte bande Mescalero Apache (suoi alleati in diversi periodi furono in particolare Caballero, San Juan, Carnoviste e Alsate, ma, anche tramite Nana, Victorio intrattenne e utilizzò ottimi rapporti anche con Santana e Cadete) e per le bande Ndendahe Apache di Juh (Nednhi Ndendahe) e Geronimo (Bedonkohe Ndendahe), spesso operando di conserva col cognato Cochise, capo principale e incontrastato dei Chiricahua Apache. Avviate trattative nell'estate 1869, Victorio e altri capi Mimbreño (Loco e Salvador, figlio di Mangas Coloradas), accettarono (1º gennaio 1870) di stabilirsi in una riserva istituita a Cañada Alamosa, trasferendosi nel 1871 a Ojo Caliente e nel 1872 a Tularosa, insieme ai Sierra Blanca e Sacramento Mescaleros, ma - in un clima di costante tensione, pace armata e frequenti incidenti - tornando appena possibile a Ojo Caliente. Approssimativamente nel 1874, Victorio partecipò a un concilio tra gli Apache del New Mexico convocato da Carnoviste (capo di una banda Guadalupe Mescalero già ripetutamente assalita e decimata dai Comanche e dalle truppe messicane e statunitensi) e Victorio convinse i presenti (oltre a bande di Mimbreños, bande di Mescaleros - tra le quali la banda Chisos Limpia capeggiata da Alsate e verosimilmente le bande Sacramento guidate da Caballero e da San Juan -, e i Lipans guidati dal capo Avispa Colorada, quest'ultimo forse da identificarsi con Colorado, il sottocapo di origine Lipan associato alla banda Mescalero di Alsate), a inviare messaggeri di pace ai Comanche e a stipulare con questi un'alleanza, alla quale due mesi più tardi aderirono anche i Kiowa, per resistere insieme contro i bianchi; da allora, in diverse occasioni guerrieri Comanche parteciparono alle azioni guidate da Victorio, accettando di porsi agli ordini di un capo il cui valore era ormai riconosciuto anche dai guerrieri appartenenti a nazioni tradizionalmente nemiche.

### La "Guerra di Victorio"
A Ojo Caliente i Mimbreños subirono diversi attacchi nel 1876 (tra l'altro - il  4 settembre 1876 -, una compagnia del 9º cavalleggeri e un reparto di scouts Navaho assalirono il villaggio dello stesso Victorio); le manovre dei bianchi per allontanare gli Apache dalle terre migliori (pesantemente influenzate dal cosiddetto "Tucson Indian Ring") impostarono una strategia che sfociò in un trattato che prevedeva lo spostamento dei Mimbreños nella riserva indiana di San Carlos, insieme ai Chiricahuas, ai Coyoteros (bande Eastern e Western Whitemountain e Cibecue), e agli Ndendahe (Nednhi di Juh e Bedonkohe di Geronimo), mentre i Mescaleros venivano concentrati intorno a Fort Stanton, i Gileños (bande Aravaipa e Pinaleño) venivano nuovamente concentrati lungo il Rio San Pedro dopo il massacro di Camp Grant (28 aprile 1871), e i Tontos, già concentrati sul Rio Verde, venivano deportati a San Carlos.
Dopo alcuni mesi trascorsi nella riserva di San Carlos, però, la gente di Victorio scappò (2 settembre 1877), riunendo un gruppo di circa 310 Apache (in prevalenza Mimbreños e per il resto Chiricahuas e Ndendahes) guidati da Victorio e Loco; inseguiti dai collaborazionisti Coyoteros, al comando di Diablo, dal 10º cavalleggeri e dai Texas Rangers, e avendo subito perdite in diversi scontri, circa 250 Apache si arresero a Fort Wingate, ma Victorio, arresosi nel frattempo anche Loco, si consegnò soltanto nel febbraio 1878, trascorrendo la primavera - estate a Ojo Caliente senza che alcuno osasse disturbarlo. Nell'ottobre 1878, però, i militari (9º cavalleggeri) furono inviati a Ojo Caliente per provvedere alla deportazione dei Mimbreños a San Carlos e, mentre Loco venne arrestato e preso come ostaggio, Victorio riprese la guerra e Nana (sposato con una donna Mescalero) si rifugiò con la sua gente nella riserva Mescalero presso Fort Stanton. Victorio si consegnò a Fort Stanton, sperando di poter stabilirvisi se non autorizzato a tornare a Ojo Caliente, nel febbraio 1879; dopo la cattura di Alsate e dei suoi, sorpresi dalle truppe messicane a Ojo de los Apaches alla fine del 1878, e durante la loro deportazione per circa un anno nella prigione "Acordada" a Ciudad Mexico, Victorio divenne il riferimento naturale anche per i Mescaleros meridionali Limpia e Guadalupe. Erroneamente credendo di essere stato ingannato, e destinato alla deportazione a San Carlos, Victorio condusse la sua gente nei San Mateo Mountains, mentre Hatch inviava sulle sue tracce Tomacito e altri Mimbreños della riserva di Tularosa, poi, chiarito l'equivoco nella primavera, Victorio comunicò di voler presentarsi alla riserva, dove arrivò il 30 giugno con gli ultimi 13 guerrieri, e, questa volta con l'accordo dello stesso agente Russell, si convenne che anche i Mimbreños deportati a San Carlos con Loco fossero autorizzati a trasferirsi a Tularosa; nel luglio furono censiti nella riserva dei Mescaleros 145 Mimbreños, aiutati da San Juan e Blazer a sistemarsi e a far fronte alle prime esigenze, ma nell'estate fu strumentalmente riesumata contro di lui una vecchia accusa per furto di cavalli, e il capo Mimbreño lasciò la riserva (21 agosto 1879) e, con circa 450 Apache (Mimbreño, Mescalero, Chiricahua e persino Lipan), tra i quali forse soltanto 75 guerrieri, riparò in Messico; alla gente di Victorio, probabilmente, si unì, almeno per qualche tempo, la banda Chisos dei Limpia Mescaleros di Alsate
Victorio e i suoi seguaci lasciarono la riserva due volte prima di abbandonarla definitivamente nell'agosto 1879, dando inizio a quella che sarebbe stata definita "la guerra di Victorio". Dopo varie razzie da parte degli uomini di Victorio, si creò un vero e proprio stato di panico all'Agenzia che chiese l'aiuto di nuove truppe. Il grande capo Mimbreño ottenne una lunga serie di successi, operando scorrerie in larga parte del sud-ovest e tenendo in scacco i molti reparti inviati contro di lui, evitando ripetutamente la cattura e infliggendo alle truppe statunitensi e a quelle messicane pesanti perdite; tra l'altro, uscì vincitore da un furioso combattimento nel Las Animas Canyon (18 settembre 1879).
Victorio, grazie alla sua capacità tattica e allo straordinario ascendente esercitato sui guerrieri Apache, riuscì a battere più volte, anche in circostanze difficili, i soldati messicani e statunitensi. L'esercito degli Stati Uniti venne ridotto alla disperazione dalle continue azioni lampo degli Apache. Con il ritorno di Alsate dopo la controversa fuga da Ciudad Mexico, probabilmente le forze furono nuovamente coordinate per alcuni mesi nel corso del 1880, quando il capo Mescalero, i suoi sottocapi Colorado e Zorrillo e tutta la banda Chisos, attirati in una trappola a San Carlos di Chihuahua, furono nuovamente catturati dai Messicani. Nel 1880, sulla riva del Rio Palomas nel Black Range, fu trovato il nascondiglio di Victorio che venne attaccato (23-25 maggio 1880). Parecchi uomini, donne e bambini rimasero uccisi finché gli americani non si dovettero ritirare a causa della mancanza di acqua.
Quando Victorio fece nuovamente la sua comparsa in Texas gli statunitensi diedero il via alla più grande caccia degli Apache che si fosse mai vista nelle zone del Sud-Ovest, e migliaia di soldati marciarono verso ovest e verso sud seguiti dai Texas Rangers e da molti volontari finché si unirono ai Messicani, mentre Nautzili utilizzava tutta la propria influenza per evitare che i Mescaleros abbandonassero la riserva per unirsi ai Mimbreños.
Victorio, tuttavia, con una serie di brillantissime manovre militari, riuscì a farsi ripetutamente beffe dei circa 4.000 uomini (compresi i valorosi "Buffalo Soldiers" del 9º e del 10º Cavalleria, e gli sperimentati bianchi del 6º Cavalleria) impegnati contro il suo manipolo di guerrieri Mimbreño e Mescalero (questi ultimi al comando del suo storico alleato, e probabilmente cognato, Caballero): in particolare, dopo diversi scontri sostenuti con le truppe affidate al mag. Albert P. Morrow e brillantemente conclusi presso il Percha River (Rio Puerco) (12 gennaio 1880), nei San Mateos Mountains (17 gennaio 1880) e nei Cabello Mountains presso l'Animas Creek (30 gennaio 1880), Victorio diede ulteriore prova delle sue capacità tattiche affrontando i militari in un canyon presso Aleman's Wells, nei San Andres Mountains a ovest delle White Sands, (3 febbraio 1880), quindi ancora nei San Andres Mountains (forse nei pressi di Victorio’s Peak?) respingendo l'attacco dei cavalleggeri e inseguendoli fino al Rio Grande (9 febbraio 1889), poi (7 aprile 1880) a Hembrillo Canyon, sempre nei San Andres Mountains, e poi attraversando ripetutamente il Rio Grande pur dopo essere stato intercettato e respinto, con 60 guerrieri, a Quitman Canyon (30 luglio 1880).
Il col. Edward Hatch inviò nella zona dei combattimenti due nuove compagnie del 9º Cavalleria e si recò egli stesso nel New Mexico per assumere il comando delle operazioni; Morrow inseguì gli Apache per più di un mese, mentre essi si beffavano di lui, e altre truppe (del 6º Cavalleria e del 15º Fanteria) furono fatte affluire da altre zone del New Mexico, nonché dal Texas (10º Cavalleria, al comando del col. Benjamin H. Grierson) e dall'Arizona.

### Morte
Accampatosi a Tres Castillos, un massiccio montuoso in territorio messicano non lontano dal Rio Grande e ben noto ai Mescaleros, il 9 ottobre 1880, Victorio, tradito dagli indiani Tarahumara che erano stati vittime di diverse scorrerie Apache, finì per trovarsi intrappolato da soverchianti forze messicane, al comando del col. Joaquin Terrazas (fratello del Governatore del Chihuahua Luis Terrazas), del col. Adolfo J. Valle, del col. Juan Mata Ortiz e di Rodrigo Garcia, mentre si trovava praticamente privo di munizioni per le armi da fuoco e con un numero ridotto di guerrieri, avendo distaccato un gruppo consistente, al comando di Nana e Mangus, per una spedizione destinata proprio alla razzia di proiettili. Gli Apache combatterono coraggiosamente con le armi bianche e morirono in battaglia 86 guerrieri e il loro capo Victorio, ucciso da una fucilata sparatagli dallo scout Tarahumara Mauricio Corredor (o, secondo altra versione, spesso accreditata dagli Apache, suicidatosi col proprio coltello).
Il generale George Crook lo ricorda con una frase:

## Riferimenti nella cultura di massa
Victorio, nonostante la rilevanza storica del personaggio e l'indubbio fascino delle sue caratteristiche (fu ammirato anche dai soldati contro i quali combatteva), forse per la mancanza di un prolungato rapporto con giornalisti e fotografi (coltivato, invece, da Geronimo nei lunghi anni del confinamento a Fort Sill) è una figura non particolarmente popolare del cinema e della televisione; il suo personaggio, trascurato dai presunti grandi registi della storia del West, è comparso (con adattamenti approssimativamente corrispondenti a elementi della realtà) solo in alcuni film e telefilm.

### Cinema & TV
- Hondo (USA, 1953) di John Farrow, con John Wayne, Angie Lowe, Ward Bond, James Arness, Leo Gordon, Michel Pate (Victorio);
- Hondo (serie USA, 1967) di Lee H. Katzin, con Michael D. Moore, William Witney, Harry Harris, Alan Crosland Jr., Arthur H. Nadel, Eddie Saeta, con Ralph Taeger, Kathie Browne, Noah Beery Jr., William Bryant, Michel Pate (Victorio);
- Buffalo Soldiers (USA, 1997) film di Charles Haid con Danny Glover, Mykelti Williamson, Tom Bower, Timothy Busfield, Clifton Powell, Bob Gunton, Harrison Lowe (Victorio), Chesley Wilson (Nana), dedicato alla "Guerra di Victorio" e alla campagna dei "Buffalo Soldiers" (9º e 10º Rgt. Cavalleria).

### Fumetti
- È probabile che alla figura di Victorio (che era chiamato anche Lucero) si ispiri liberamente l'omonimo personaggio apparso in Tex, nei numeri 151 L'ultimo poker, 152 Odio senza fine, 153 I predoni della sierra e 154 Una campana per Lucero, pubblicati nel 1973. Nel 1976, il numero 192 di Tex reca il titolo Il tesoro di Victorio, sempre liberamente ispirato alla figura dell'eroe indiano. In questa storia compare anche Nana.
- Il personaggio di Victorio compare, inoltre, nell'ultimo ciclo di avventure dedicate a Magico Vento nel 2010, albi nn. 126-130.
- Victorio compare nella serie francese Blueberry, di Jean-Michel Charlier e Jean Giraud; in particolare, nella trilogia composta dagli episodi Naso rotto, La lunga marcia e La tribù fantasma, nel corso della quale si racconta – in forma molto romanzata – della deportazione e in seguito della fuga della sua tribù dalla riserva di San Carlos.